# Green Berry Raum

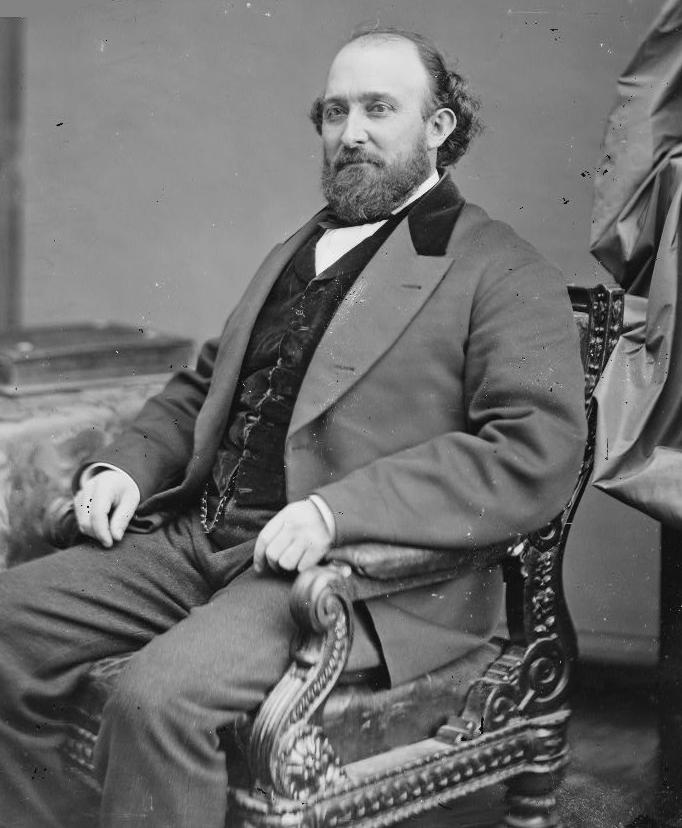
Green Berry Raum

Green Berry Raum (* 3. Dezember 1829 in Golconda, Pope County, Illinois; † 18. Dezember 1909 in Chicago, Illinois) war ein US-amerikanischer Politiker. Zwischen 1867 und 1869 vertrat er den Bundesstaat Illinois im US-Repräsentantenhaus. Zuvor hatte er als Offizier des Unionsheers im Bürgerkrieg gedient.

## Werdegang
Green Berry Raum besuchte die öffentlichen Schulen seiner Heimat. Nach einem anschließenden Jurastudium und seiner 1853 erfolgten Zulassung als Rechtsanwalt begann er in Golconda in diesem Beruf zu arbeiten. In den Jahren 1856 bis 1858 lebte er in Kansas, wo er ebenfalls als Anwalt praktizierte. Danach zog er nach Harrisburg in Illinois. Während des Bürgerkrieges gehörte er dem Heer der Union an, in dem er vom Major bis zum Brigadegeneral aufstieg. Dabei nahm er unter anderem an der ersten Schlacht um Corinth, dem zweiten Vicksburg-Feldzug, der Schlacht von Chattanooga und dem Atlanta-Feldzug teil. Zwischenzeitlich wurde er auch verwundet. Nach dem Krieg stieg er in das Eisenbahngeschäft ein und wurde Präsident der Cairo and Vincennes Railroad.
Politisch schloss sich Raum der Republikanischen Partei an. Bei den Kongresswahlen des Jahres 1866 wurde er im 13. Wahlbezirk von Illinois in das US-Repräsentantenhaus in Washington, D.C. gewählt, wo er am 4. März 1867 die Nachfolge von Andrew J. Kuykendall antrat. Da er im Jahr 1868 nicht bestätigt wurde, konnte er bis zum 3. März 1869 nur eine Legislaturperiode im Kongress absolvieren. Seit 1865 war die Arbeit des Parlaments von den Spannungen zwischen den Republikanern und Präsident Andrew Johnson überschattet, die in einem nur knapp gescheiterten Amtsenthebungsverfahren gipfelten. 1868 wurde der 14. Verfassungszusatz ratifiziert.
Nach dem Ende seiner Zeit im US-Repräsentantenhaus arbeitete Green Raum wieder als Jurist. In den Jahren 1876 bis 1883 war er als Commissioner of Internal Revenue für die Finanzbehörde sowie von 1889 bis 1893 für die Rentenbehörde tätig. Er starb am 18. Dezember 1909 in Chicago und wurde auf dem Nationalfriedhof Arlington in Virginia beigesetzt.